# Fauveliopsis jameoaquensis
Fauveliopsis jameoaquensis är en ringmaskart som beskrevs av Nuñez in Nuñez, Ocaña och Alberto Brito 1997. Fauveliopsis jameoaquensis ingår i släktet Fauveliopsis och familjen Fauveliopsidae. Inga underarter finns listade i Catalogue of Life.